# سیمون ترن
سیمون ترن (انگلیسی: Simon Thern؛ زادهٔ ۱۸ سپتامبر ۱۹۹۲) بازیکن فوتبال اهل سوئد است. او فرزند یوناس ترن است.
از باشگاه‌هایی که در آن بازی کرده‌است می‌توان به باشگاه فوتبال هلسینگبورگس، باشگاه فوتبال هیرنفین، باشگاه فوتبال مالمو، و تیم ملی فوتبال سوئد اشاره کرد.
وی همچنین در تیم‌های ملی فوتبال Sweden U17 Sweden U19 Sweden U21 Sweden ۱۹ نوامبر ۲۰۱۳ بازی کرده‌است.